# Abdelaziz Fayache
Abdelaziz Fayache, surnommé  « El Anz », né le 6 avril 1929 à Tunis, est un footballeur tunisien.
Il évolue durant toute sa carrière au poste d'arrière gauche ou de demi au sein du Club africain.

## Carrière
- 1944-1957 : Club africain (Tunisie)

## Palmarès
- Champion de Tunisie : 1947, 1948

## Sélections
- 4 matchs internationaux[1]